# Rood-gele baardvogel
De roodgele baardvogel (Lybius vieilloti) is een vogel uit de familie Lybiidae (Afrikaanse baardvogels). Deze vogel is genoemd naar de Franse ornitholoog Louis Jean Pierre Vieillot.

## Verspreiding en leefgebied
Deze soort komt voor van westelijk tot oostelijk Centraal-Afrika en telt drie ondersoorten:
- L. v. buchanani: van zuidelijk Mauritanië tot zuidelijk Tsjaad.
- L. v. rubescens: van Senegal en Gambia tot Kameroen en noordelijk Congo-Kinshasa.
- L. v. vieilloti: van centraal Soedan tot noordoostelijk Congo-Kinshasa, het zuidelijke deel van Centraal-Ethiopië en Eritrea.

## Status
De grootte van de populatie is niet gekwantificeerd maar de soort wordt omschreven als plaatselijk algemeen. Op de Rode lijst van de IUCN heeft deze soort de status niet bedreigd.